# 岩佐あきらこ
岩佐 あきらこ（いわさ あきらこ）は、日本の漫画家。女性。ゲームのコミカライズやアンソロ本などを執筆する事が多い。岩佐明子名義でも執筆していたことがある。
宗教や神話、オカルトに造詣が深く、『月刊Gファンタジー』で連載していた『阿佐ヶ谷Zippy』ではそれらの知識が活かされている。霊感があるようで、『阿佐ヶ谷Zippy』の後書きでは自身が体験した霊現象の話を描いている。同作品は月刊誌ながら単行本全11巻という長期連載となり、ドラマCDも制作された。

## 主な作品
- 銀のクルースニク（月刊Gファンタジー、スクウェア・エニックス）全6巻
- 阿佐ヶ谷Zippy（月刊Gファンタジー、スクウェア・エニックス）全11巻
- レブス（月刊Gファンタジー、スクウェア・エニックス）全2巻
- ミスティックアーク（月刊Gファンタジー、スクウェア・エニックス）全3巻

ほか、女神転生シリーズ等のゲームアンソロジーで多数執筆。